# Gilles Bourges
Pour les articles homonymes, voir Bourges.
Gilles Bourges, né le 21 mai 1963 à Saint-Brieuc, est un gardien de but professionnel de football.
Reconverti en entraîneur des gardiens, il notamment collaboré avec Nicolas Penneteau, Ali Boumnijel, Sander Westerveld, Quentin Westberg, ainsi que Grégory Coupet, Salvatore Sirigu, Mike Maignan et Alphonse Aréola lors de ses trois années au Paris Saint-Germain.

## Biographie

### Joueur
Gilles Bourges commence le football à l'AS Ginglin-Cesson, où il joue jusqu'en juniors. Il est sélectionné avec les minimes et les cadets des Côtes-du-Nord, puis avec les cadets de la Ligue de l'Ouest, avec lesquels il dispute en avril 1979 la Coupe nationale des cadets. En avril 1980 il dispute le tournoi international juniors de Saint-Malo avec les juniors de l'Ouest. L'équipe compte plusieurs futurs professionnels dans ses rangs (Pouliquen, Stefanini, Osmond, Guégan) et termine quatrième après avoir battu l'URSS et la Pologne.
Il est ensuite formé à l'INF Vichy pendant trois ans. En 1983 il participe à la Coupe Gambardella, avec Jean-Pierre Papin. La même année il est champion du groupe Centre de D3. Il est sélectionné à une reprise en équipe de France junior, mais n'entre pas en jeu.
Il rejoint le Stade rennais en 1983, alors que celui-ci vient de remonter en Division 1, et devient le remplaçant de Pierrick Hiard. Il a alors un contrat stagiaire d'un an. Bourges reste cinq saisons en Bretagne puis part gagner une place de titulaire en deuxième division, à l'AC Avignon (1988-91), Olympique d'Alès (1991-92), Red Star (1992-94) et le FC Mulhouse (1994-95).

### Entraîneur
La carrière d'entraîneur de Gilles Bourges débute à Mulhouse comme adjoint de Christian Sarramagna et responsable du centre de formation. Il lui succède de 1996 à 1998.
Il rejoint ensuite la DTN du Maroc comme entraîneur des gardiens de l'équipe nationale d'Henri Michel puis d'Humberto Coelho. En parallèle, il gère une académie de jeunes gardiens de buts, nouvellement ouverte par la Fédération marocaine.
De 2002 à 2004, il occupe la même fonction d'entraîneur des gardiens à Bastia, puis de juillet 2004 à juin 2005, à Al-Aïn (Émirats arabes unis) avec Alain Perrin et Christophe Galtier qu'il suit à Portsmouth (Angleterre).
Après une pige en Arabie saoudite, à Al-Shabab avec Humberto Coelho de juillet 2006 à janvier 2007, Gilles Bourges rejoint la France et l'ESTAC en juin 2007. Avec Denis Troch il échoue de peu aux portes de la Ligue 1 en 2008. Il résilie son contrat en 2009 après la descente de Troyes en National.
Il prend la direction du Qatar en 2009-2010, pour assumer la fonction de directeur technique au Al-Arabi Sports Club.
Sollicité par Antoine Kombouaré, Gilles Bourges prend en charge les gardiens du PSG à partir de 2010, à la suite du départ de Nicolas Dehon vers Marseille. À Paris il entraîne Grégory Coupet puis Salvatore Sirigu, et accompagne Alphonse Areola pour ses premiers pas dans l'élite. Membre du staff de Carlo Ancelotti, qui lui accorde une totale confiance, il est champion de France de Ligue 1 en 2013. En juillet 2013 il quitte le PSG à la suite de l'arrivée de Laurent Blanc et du retour de Nicolas Dehon. En 2013-2014 il participe à « Dix mois vers l'emploi », programme développé par l'UNECATEF à destination des entraîneurs sans club.
Lors de la saison 2014-2015, Gilles Bourges rejoint Créteil où il officie sous la direction de l'entraîneur Philippe Hinschberger jusqu'à la démission de celui-ci en novembre 2014. Gilles Bourges quitte Créteil en janvier 2015. Le 28 décembre 2015, il retrouve Hinschberger, nommé nouvel entraîneur du Football Club de Metz, pour devenir son entraîneur adjoint. Metz obtient la montée en Ligue 1 en 2016 et s'y maintient la saison suivante. Après un mauvais début de saison, le club est lanterne rouge à l'automne 2017, et Philippe Hinschberger ainsi que son staff sont démis de leurs fonctions en octobre.
En 2020 il rejoint le Stade lavallois, club de National, comme entraîneur des gardiens et co-adjoint d'Olivier Frapolli. Il se consacre exclusivement à sa fonction d'entraîneur adjoint à partir de 2021. Il est également le responsable des coups de pied arrêtés.
En mai 2022, il est champion de France de National avec le Stade lavallois et déclare :

« J’ai déjà gagné un titre de Ligue 1 avec le PSG mais émotionnellement j’étais à des milliers de kilomètres du titre de cette saison avec Laval. Il va représenter la plus belle émotion de ma vie parce nous avons vécu une belle aventure humaine dans le staff, avec les joueurs, avec les administratifs. J’avais envie de vivre cela avant la fin de ma carrière, je suis venu pour ça. »

## Formation et diplômes
En mai 2002, déjà titulaire du diplôme d'entraîneur de football (DEF), il obtient le BEES 2e degré spécifique, qui permet d'entraîner des clubs évoluant en CFA, CFA2 et DH. 
En mai 2004, après trois sessions de formation et un module d'examens au CTNFS Clairefontaine, il obtient le Certificat d'entraîneur spécifique gardien de but, terminant major de sa promotion.

## Palmarès
- Champion de France de Ligue 1 en 2013 avec le Paris SG.
- Champion de France de National en 2022 avec le Stade lavallois.
- Finaliste des Jeux Méditerranéens de 1987 avec l'équipe de France amateur.